# 张平 (战国)
张平（？—前250年），战国人，韩国的大臣，曾任宰相。
他的父親张开地先后辅佐韩昭侯（前362年－前333年在位）、韩宣惠王（前332年－前312年在位）、韩襄王（前311年－前296年在位）三代国君，作為相國。
张平辅佐韩僖王（前295年－前273年在位）、韩桓惠王（前272年－前239年在位）两代国君。前250年（韩桓惠王二十三年），张平去世。即所謂五世相韓。
张平之子张良是汉朝开国名臣，漢初三傑之一。张开地、張平父子在先秦文獻沒有記載，